# Mancomunidad Bierzo Oeste
La Mancomunidad Bierzo Oeste es una agrupación voluntaria de municipios para la gestión en común de determinados servicios de competencia municipal, creada por varios municipios en la provincia de León, de la comunidad autónoma de Castilla y León, España.

## Municipios integrados
La Mancomunidad Bierzo Oeste está formada por los siguientes municipios:
- Barjas
- Corullón
- Trabadelo
- Vega de Valcarce

## Sede
Sus órganos de Gobierno y Administración tendrán su sede alternativamente en todos los Municipios por un periodo de un año.

## Fines
- Recogida y tratamiento de residuos sólidos.
- Servicio de extinción de incendios y quitanieves.
- Desarrollo turístico y cultural y deportivo de los Municipios integrantes.
- Realización de obras de infraestructura, por el orden de prioridad que establezcan las diferentes Administraciones Públicas para conceder subvenciones a Mancomunidades de Municipios, sin que ello suponga la asunción de la totalidad de las competencias asignadas a los Municipios respectivos.
- Promoción agricultura y ganadería.[1]

## Estructura orgánica
El gobierno, administración y representación de la Mancomunidad corresponden a los siguientes órganos:
- Presidente.
- Dos Vicepresidentes.
- Consejo de la Mancomunidad.